# نینا هایراپتیان
نینا هوهانسی هایراپتیان (ارمنی: Նինա Հովհաննեսի Հայրապետյան؛  زادهٔ ۱۸۸۹ - درگذشته آوریل ۱۹۶۴) کارشناس علوم پرورشی اهل ارمنستان بود.

## زندگی‌نامه
وی در ۱۸۸۹ در آگولیس پایین به دنیا آمد .  همچنین برندهٔ جوایزی همچون آموزگار شایسته ارمنستان شوروی شده است. وی در آوریل ۱۹۶۴ در سن ۷۵ سالگی در ایروان درگذشت.

## یادداشت
1. ↑  Ներքին Ագուլիս